# Anemia marginalis
Anemia marginalis là một loài dương xỉ trong họ Anemiaceae. Loài này được Sav. Christenh. mô tả khoa học đầu tiên năm 2011.